# Okręg wyborczy województwo piotrkowskie do Senatu Rzeczypospolitej Polskiej
Okręg wyborczy województwo piotrkowskie do Senatu Rzeczypospolitej Polskiej obejmował w latach 1989–2001 obszar województwa piotrkowskiego. Wybierano w nim 2 senatorów, przy czym w latach 1989–1991 obowiązywała zasada większości bezwzględnej, zaś w latach 1991–2001 większości względnej.
Powstał w 1989 wraz z przywróceniem instytucji Senatu. Zniesiony został w 2001, na jego obszarze utworzono nowe okręgi nr 9, 10, 11 i 32.
Siedzibą okręgowej komisji wyborczej był Piotrków Trybunalski.

## Reprezentanci okręgu
| Rok       | Senator komitet wyborczy                           | Senator komitet wyborczy                        | Senator komitet wyborczy                        | Senator komitet wyborczy                        |
| --------- | -------------------------------------------------- | ----------------------------------------------- | ----------------------------------------------- | ----------------------------------------------- |
| 1989 (VI) |                                                    | Tadeusz Zaskórski                               |                                                 | Grzegorz Białkowski                             |
| 1989 (X)  | Piotr Andrzejewski Wyborcza Akcja Katolicka (1991) | Tadeusz Zaskórski                               |                                                 |                                                 |
| 1991      | Piotr Andrzejewski Wyborcza Akcja Katolicka (1991) |                                                 | Tomasz Jagodziński KW „Kandydat Niezależny”     |                                                 |
| 1993      |                                                    | Jerzy Adamski Sojusz Lewicy Demokratycznej      |                                                 | Henryk Maciołek Polskie Stronnictwo Ludowe      |
| 1997      |                                                    | Jerzy Adamski Sojusz Lewicy Demokratycznej      | Piotr Andrzejewski Akcja Wyborcza Solidarność   |                                                 |
| 2001      | okręg zniesiony, patrz okręgi nr 9, 10, 11 i 32    | okręg zniesiony, patrz okręgi nr 9, 10, 11 i 32 | okręg zniesiony, patrz okręgi nr 9, 10, 11 i 32 | okręg zniesiony, patrz okręgi nr 9, 10, 11 i 32 |

## Wyniki wyborów
Symbolem „●” oznaczono senatorów ubiegających się o reelekcję.

### Wybory parlamentarne 1989
| Kandydat                                                          | Głosów  | %     |
| ----------------------------------------------------------------- | ------- | ----- |
| Tadeusz Zaskórski                                                 | 147 372 | 63,26 |
| Grzegorz Białkowski                                               | 138 438 | 59,43 |
| Marian Woźniak                                                    | 50 869  | 21,84 |
| Jan Bednarek                                                      | 21 339  | 9,16  |
| Roman Jagieliński                                                 | 20 678  | 8,88  |
| Władysław Wałach                                                  | 9546    | 4,10  |
| Krzysztof Domagała                                                | 7716    | 3,31  |
| Jerzy Kukulski                                                    | 5926    | 2,54  |
| Jacek Bogusławski                                                 | 5253    | 2,26  |
| Henryk Majos                                                      | 4194    | 1,80  |
| Piotr Kopański                                                    | 4003    | 1,72  |
| Andrzej Leźnicki                                                  | 2065    | 0,89  |
| Liczba głosów ważnych: 232 961 Źródło: Państwowa Komisja Wyborcza |         |       |

### Wybory uzupełniające 1989
Głosowanie odbyło się z powodu śmierci Grzegorza Białkowskiego.
| Kandydat                                                         | Głosów | %     |
| ---------------------------------------------------------------- | ------ | ----- |
| Piotr Andrzejewski                                               | 43 080 | 65,07 |
| Kazimierz Falak                                                  | 10 711 | 16,18 |
| Zygmunt Jankowski                                                | 7572   | 11,44 |
| Stanisław Kersz                                                  | 2023   | 3,06  |
| Mirosław Kaliszczak                                              | 1819   | 2,75  |
| Liczba głosów ważnych: 66 201 Źródło: Państwowa Komisja Wyborcza |        |       |

### Wybory parlamentarne 1991
| Kandydat                                              | Kandydat              | Komitet wyborczy                             | Głosów |
| ----------------------------------------------------- | --------------------- | -------------------------------------------- | ------ |
|                                                       | Piotr Andrzejewski●   | Wyborcza Akcja Katolicka                     | 48 271 |
|                                                       | Tomasz Jagodziński    | KW „Kandydat Niezależny”                     | 34 323 |
|                                                       | Tadeusz Zaskórski●    | Porozumienie Ludowe                          | 29 567 |
|                                                       | Zbigniew Grzegorski   | Polskie Stronnictwo Ludowe Sojusz Programowy | 24 845 |
|                                                       | Zdzisław Tuzikiewicz  | Sojusz Lewicy Demokratycznej                 | 22 980 |
|                                                       | Ireneusz Manicki      | Unia Demokratyczna                           | 22 950 |
|                                                       | Adam Pokora           | Polskie Stronnictwo Ludowe Sojusz Programowy | 20 142 |
|                                                       | Jan Niezabitowski     | Unia Demokratyczna                           | 20 012 |
|                                                       | Stanisław Jasiński    | Reymontowskie Towarzystwo Rolne              | 18 541 |
|                                                       | Józef Kowalczyk       | Chrześcijańska Demokracja                    | 18 273 |
|                                                       | Stanisław Macherowski | Kongres Liberalno-Demokratyczny              | 16 331 |
|                                                       | Jan Suchorski         | Zdrowa Polska – Sojusz Ekologiczny           | 13 672 |
|                                                       | Mirosław Łaszek       | Zdrowa Polska – Sojusz Ekologiczny           | 12 892 |
|                                                       | Waldemar Mrozowski    | Narodowy KW                                  | 12 027 |
| Frekwencja: 38,80% Źródło: Państwowa Komisja Wyborcza |                       |                                              |        |

### Wybory parlamentarne 1993
| Kandydat                                              | Kandydat             | Komitet wyborczy                                     | Głosów |
| ----------------------------------------------------- | -------------------- | ---------------------------------------------------- | ------ |
|                                                       | Henryk Maciołek      | Polskie Stronnictwo Ludowe                           | 55 173 |
|                                                       | Jerzy Adamski        | Sojusz Lewicy Demokratycznej                         | 43 052 |
|                                                       | Ryszard Szwed        | Sojusz Lewicy Demokratycznej                         | 38 825 |
|                                                       | Zbigniew Mroziński   | Niezależny Samorządny Związek Zawodowy „Solidarność” | 38 805 |
|                                                       | Halina Jankowska     | Unia Pracy                                           | 38 248 |
|                                                       | Tomasz Jagodziński●  | KW „Kandydat Niezależny”                             | 37 565 |
|                                                       | Barbara Rychlik      | Unia Pracy                                           | 33 715 |
|                                                       | Zygmunt Łenyk        | Konfederacja Polski Niepodległej                     | 28 989 |
|                                                       | Tadeusz Zaskórski    | Katolicki Komitet Wyborczy „Ojczyzna”                | 26 341 |
|                                                       | Mieczysław Pawłowski | Unia Demokratyczna                                   | 24 879 |
|                                                       | Wiktor Mystkowski    | Bezpartyjny Blok Wspierania Reform                   | 22 970 |
|                                                       | Eugeniusz Grzejdziak | Stronnictwo Narodowe                                 | 10 235 |
| Frekwencja: 49,32% Źródło: Państwowa Komisja Wyborcza |                      |                                                      |        |

### Wybory parlamentarne 1997
| Kandydat                                              | Kandydat             | Komitet wyborczy                                | Głosów |
| ----------------------------------------------------- | -------------------- | ----------------------------------------------- | ------ |
|                                                       | Piotr Andrzejewski   | Akcja Wyborcza Solidarność                      | 73 364 |
|                                                       | Jerzy Adamski●       | Sojusz Lewicy Demokratycznej                    | 52 881 |
|                                                       | Piotr Grabowski      | Ruch Odbudowy Polski                            | 47 497 |
|                                                       | Tadeusz Dąbrowski    | KW Kandydata Niezależnego Tadeusza Dąbrowskiego | 39 884 |
|                                                       | Sławomir Juszczyk    | Polskie Stronnictwo Ludowe                      | 35 469 |
|                                                       | Anna Popowicz        | Unia Wolności                                   | 26 129 |
|                                                       | Grzegorz Marciniak   | Unia Pracy                                      | 25 702 |
|                                                       | Stanisław Drozdowski | Obywatelski KW Stanisława Drozdowskiego         | 18 186 |
|                                                       | Leopold Żurowski     | KW - Bronić Biednego w Potrzebie                | 11 337 |
|                                                       | Konrad Gałuszko      | Blok dla Polski                                 | 7139   |
|                                                       | Jerzy Orłowski       | KW Jerzego Orłowskiego                          | 5838   |
|                                                       | Wojciech Soczówka    | KW „Wieś Soczówki”                              | 2752   |
| Frekwencja: 42,57% Źródło: Państwowa Komisja Wyborcza |                      |                                                 |        |

* Piotr Andrzejewski reprezentował w Senacie III kadencji (1993–1997) województwo tarnowskie.